# 368617 Sebastianotero
368617 Sebastianotero este o planetă minoră (asteroid) din centura de asteroizi. A fost descoperită pe 5 octombrie 2004 la  de Walter R. Cooney, Jr.⁠(d). 
Obiectul prezintă o orbită caracterizată de o semiaxă mare de 2,8090671722047 UAi, o excentricitate de 0,13, o înclinație de 4,8 ° în raport cu ecliptica.